# Zone marine d'importance écologique ou biologique
Une Zone marine d'importance écologique ou biologique -AMIEB- (en anglais "ecologically or biologically significant marine areas" ou EBSA) est une zone en mer devant être protégées dans la haute mer et les habitats des grands fonds marins, définie dans le cadre de la Convention sur la diversité biologique. En 2008, a été adoptée une liste de sept critères scientifiques pour leur identification et complétée en 2010 par la définition d’un processus d’identification, qui comprend notamment l’organisation d’ateliers régionaux afin de faciliter la description des AMIEB.